# Дело АНТа
Дело «АНТа» — громкое уголовное дело начала 1990-х годов по обвинению руководства кооператива «АНТ» в контрабанде 12 танков «Т-72» за рубеж.

## История дела
11 января 1990 года в Новороссийске на подъездных путях железнодорожного вокзала была задержана партия товара на 12 платформах, который был задекларирован как тягачи. При осмотре товара обнаружилось, что вместо тягачей под брезентом находятся танки. Партия товара была арестована, и об этом незамедлительно было сообщено в самые высокие инстанции. Генеральная прокуратура СССР в тот же день возбудила уголовное дело. Товар, вывозимый за рубеж, принадлежал кооперативу «АНТ» («Автоматика, Наука, Технология»). Кооператив был создан при поддержке КГБ СССР, и его директором стал бывший сержант Девятого управления КГБ СССР (занимавшегося охраной первых лиц государства) Владимир Ряшенцев. Ходили слухи о самых различных связях руководства кооператива с КГБ, и подтверждений тому было немало — «АНТу» были предоставлены весьма значительные полномочия, а также было предоставлено право безлицензионной продажи за рубеж широкого спектра товаров. «АНТ» в основном занимался тем, что на основе бартера ввозил в СССР различную продукцию — от компьютеров до парфюмерии. Экспортом военной техники кооператив никогда не занимался.
Как следует из ряда материалов, поставку тягачей, созданных «Уралвагонзаводом» на базе танка «Т-72», в обмен на компьютеры Ряшенцеву предложил генеральный директор научно-производственного объединения «Взлёт» генерал Довгань в октябре 1989 года. Разрешение Довганю на ведение подобных торговых операций за номером № ПП/25086 было выдано самыми высокими инстанциями Министерства обороны СССР. 30 ноября 1989 года Довгань и Ряшенцев подписали договор о бартерном обмене тягачей на компьютеры. В тот же день началось комплектование груза, которое закончилось 15 декабря. В тот же день груз был отправлен. Железнодорожный состав представлял собой 12 платформ, укрытых брезентом. В дорожной ведомости № 696848 груз был записан как «Средства транспортирования неразобранные». Охраны у состава никакой не было, сопровождали груз три сотрудника «Уралвагонзавода». 22 декабря 1989 года груз прибыл в Новороссийск, где открыто простоял три недели. 11 января 1990 года неожиданно был произведён осмотр груза, выявивший, что под брезентом находились танки.

## Резонанс дела
Об обнаружении груза было незамедлительно сообщено Первому секретарю Краснодарского крайкома КПСС Ивану Полозкову. Полозков по цепочке передал информацию в ЦК КПСС, а также позвонил в редакцию газеты «Советская Россия», где попросил корреспондента этого издания Владимира Удачина написать статью о попытке провоза за границу 12 танков. 14 января 1990 года газета «Советская Россия» опубликовала статью «Спрут под семафором». Генеральная Прокуратура СССР сообщила, что в бригаду по расследованию уголовного дела были включены наиболее опытные сотрудники МВД и КГБ. Дело было поставлено на особый контроль в ЦК КПСС, а его расследованию было посвящено внеочередное заседание президиума Совета Министров СССР, состоявшееся 12 марта 1990 года, статью о котором напечатала партийная газета «Правда». Эти статьи вызвали огромный общественный резонанс в СССР.
На заседании президиума выступили первый секретарь Краснодарского крайкома КПСС Иван Полозков и народный депутат Верховного Совета СССР Анатолий Собчак. В своих выступлениях они заявили, что кооператив «АНТ» является лже-фирмой, созданной в нарушение всех советских законов, и занимающейся грабежом народного имущества. Также Собчак высказал предположение о причастности к созданию кооператива ряда членов правительства, в частности, его председателя Николая Рыжкова и его заместителя Владимира Гусева.

## Расследование дела
Расследование дела достаточно быстро захлебнулось. Ряд ответственных работников государственного аппарата был освобождён от занимаемых постов. Однако виновных обнаружить так и не удалось. Владимир Ряшенцев, защищаемый известным адвокатом Генри Резником, спустя некоторое время бежал в США, где вновь занялся коммерцией. В 1993 году расследование уголовного дела кооператива «АНТ» было прекращено. Генеральный прокурор Российской Федерации Валентин Степанков направил Ряшенцеву в США письмо с извинениями за причинённые неудобства, однако тот в Россию так и не вернулся . 1 июля 1997 года Ряшенцев умер на 47-м году жизни.

## Версии произошедшего
Версии по поводу попытки контрабандного провоза 12 танков «Т-72» строились самые разные. Одной из наиболее популярных в те годы была причастность к уничтожению динамично развивающегося кооператива КГБ СССР или консервативных высокопоставленных чиновников, не приемлевших новых веяний:
<...> т. н. «патриотическое крыло» спецслужб организовало крупную провокацию с целью остановить демократические реформы Горбачева. Якобы в последний момент была пресечена попытка вывезти за границу двенадцать советских танков — и этим демонстрировалась губительность перестройки для обороноспособности страны.«Новая газета», 10.02.2008
Также распространение получила версия о мести конкурентов, завидовавших Ряшенцеву и его выгодным договорам по ведению бартерной деятельности. К каким-либо определённым выводам следствие так и не пришло.